# Anarcocol·lectivisme
L'anarcocol·lectivisme o anarquisme col·lectivista és una de les escoles clàssiques de l'anarquisme. És un corrent de pensament sobre l'economia. La propietat dels mitjans de producció, distribució i canvi ha de ser col·lectius i administrada col·lectivament pels mateixos treballadors aplegats en petites associacions per afinitat laboral mentre cadascun d'ells produeix segons la seva voluntat (o segons l'acordat) i cadascun ha de rebre el producte íntegre del seu treball segons el seu mèrit particular. Aquestes associacions alhora estarien confederades pel principi federatiu. Però aquest sistema federal ha de deixar, segons els col·lectivistes, autonomia a les associacions per tal que autogestionessin els mitjans de producció.
Fou defensat per Mikhail Bakunin (un dels principals teòrics), James Guillaume o Ricardo Mella. Els seus seguidors van ser expulsats de la Primera Internacional per les discrepàncies amb Karl Marx a l'hora d'afrontar els problemes del proletariat. Les idees de Bakunin en contra de l'Estat i la necessitat de l'acció directa van forjar aquestes discrepàncies amb la consegüent creació de l'anarquisme militant com a moviment obrer internacional organitzat. L'anarcosindicalisme serà després la forma de dur a terme alguns dels seus principis.

## Principis bàsics de l'anarquisme col·lectivista
Els principals postulats de l'anarquisme col·lectivista són els següents: 
- Abolició de l'Estat perquè estarà sempre corrupte i en mans d'una classe privilegiada.
- L'autoritat ha de ser l'esperit públic i col·lectiu.
- Respecte humà.
- Llibertat, igualtat, fraternitat.
- Destrucció de totes les institucions de la desigualtat, la fundació de la igualtat econòmica i social de tots. Sobre aquesta base s'elevaran la llibertat i la moralitat i es construirà la humanitat solidària.

## Discussions amb els comunistes llibertaris
La discussió entre anarquistes col·lectivistes i comunistes llibertaris va tenir lloc principalment a la fi del segle xix. Les dues grans diferències amb el comunisme llibertari són: 
1. Els comunistes llibertaris defensen la consigna "de cadascun segons la seva capacitat, a cadascun segons la seva necessitat", la qual cosa xoca amb els col·lectivistes que proposen la retribució segons el mèrit.
2. Els comunistes llibertaris proposen que la federació d'aquestes associacions planifiqui l'economia de forma democràtica, que recaptin el que s'ha produït i després es redistribueixi segons les necessitats dels individus. A més, aquesta confederació fixaria determinades pautes sobre la forma de producció i de treball. Els anarquistes col·lectivistes, en canvi, proposen donar més autonomia a les associacions. Davant aquestes discussions, la majoria d'anarquistes, veient que els conduïa a un atzucac, van optar per denominar-se "anarquistes sense adjectius": van optar per la síntesi i van tendir a convergir en la lluita del dia a dia.

## Llibertaris col·lectivistes
| - Mikhail Bakunin - Jean Grave |  | - Ricardo Mella - James Guillaume |  | - Elisée Reclus - Keith Preston |